# Scalo 76
Scalo 76 è stato un programma televisivo italiano di genere musicale, trasmesso su Rai 2 tra il 2007 e il 2009.

## Produzione
È andato in onda nel primo pomeriggio e si componeva di due distinte formule: una dal lunedì al venerdì a contenuto strettamente musicale, ed una il sabato (di durata maggiore) in cui venivano anche affrontati dibattiti su temi sociali, d'attualità e di costume. Lo show in pratica veniva trasmesso in diretta e le esibizioni musicali erano dal vivo, in quanto, appunto, in diretta.
Il titolo Scalo 76 fu scelto perché 76 è il numero civico degli studi milanesi del centro di produzione Rai di via Mecenate a Milano dove si svolge lo show, mentre "scalo" si riferisce al fatto che il programma, come ha affermato il direttore di Rai 2 Antonio Marano, «sarà luogo di arrivi e partenze degli artisti». Obiettivo della rete è quello di trasformare Scalo 76 in un marchio identitario, così come è accaduto per X Factor.

## Prima edizione
La prima edizione del programma è andata in onda nella stagione 2007-2008, ogni sabato a partire dal 22 dicembre 2007, con la durata di circa 180 minuti. La conduzione era affidata a Daniele Bossari, Maddalena Corvaglia e Paola Maugeri. Il compito di gestire l'intero programma era affidato a Daniele Bossari, mentre Maddalena Corvaglia curava le classifiche (tra le quali una storica) e Paola Maugeri si interessava delle interviste agli ospiti nazionali ed internazionali, grazie alla sua grande cultura in musica; hanno fatto parte del cast di Scalo 76 anche, fra gli altri, Paolo Ruffini (ex vee-jay di MTV), Lucilla Agosti, reduce dal successo del DopoFestival di Sanremo.
Oltre alla musica il programma si interessava anche di cinema e moda e di tutto ciò che fa tendenza nei giovani; nel programma vi era anche uno spazio dedicato ad X Factor con ospite in studio Mara Maionchi. Inoltre, ogni settimana era ospitata una band famosa che aveva la funzione di accompagnare il programma con stacchetti musicali.
In una delle prime puntate del programma, il 29 dicembre 2007 (la seconda), la conduttrice Paola Maugeri dà per morto Johnny Rotten, il cantante dei Sex Pistols, che in realtà è vivo e vegeto. Immediate le polemiche sulla conduttrice ed il programma.

## Seconda edizione
Rai 2 ha confermato Scalo 76 per la stagione televisiva successiva, quella 2008-2009, con importanti cambiamenti. Il programma viene sdoppiato: dal lunedì al venerdì alle 14:00 va in onda la versione daily della durata di 40 minuti, con il nome di Scalo 76 Cargo, mentre il vero Scalo 76 va in onda ogni sabato intorno alla stessa ora.
Ogni puntata di Scalo 76 Cargo è presentata da Federico Russo (ex vee-jay di MTV) e Chiara Tortorella (ex volto di All Music). Viene presentato un ospite, una chart (ogni giorno una diversa) e uno spazio web curato dal cantante GMax, uno dei componenti del gruppo Flaminio Maphia; Omar Pedrini si occupa di uno spazio dedicato al rock, Paolo Ruffini cura della rubrica Vox pop con interviste realizzate in tutta Italia, Paola Maugeri conduce le interviste ad artisti non solo musicali, Mao ed i suoi Santabarba la resident band.
La puntata del sabato, con una durata di tre ore immutata dalla stagione precedente, è presentata da Francesco Facchinetti e da Mara Maionchi, reduci dal successo di X Factor; insieme alla valletta - Hostess Camila Morais (già presente nella precedente edizione di Guida al campionato del sabato) la quale accoglie gli ospiti in ogni puntata. Pur essendo un «programma musicocentrico», la puntata del sabato si occupa anche di raccontare storie di ragazzi che andranno in studio per condividere le loro esperienze in vari campi; a questi dibattiti partecipa come ospite fisso il giornalista ed opinionista Pierluigi Diaco. In ogni puntata sono ospitate diverse performance musicali e ci sono dei momenti "Celebration" in cui ospiti che hanno avuto successo nei più svariati mondi dello spettacolo e della cultura vengono estensivamente intervistati.
Una novità della seconda stagione è rappresentata dal cosiddetto "X Factor Contest", dove si potranno esibire artisti scartati nelle selezioni precedenti per partecipare alla nuova edizione di X Factor: alla fine quattro di loro verranno ammessi alla fase di preparazione per la seconda edizione del talent show. Tuttavia, dopo le prime quattro puntate, il contest si chiude senza alcun preavviso da parte della produzione: viene cancellato ogni riferimento all'"X Factor Contest" dal sito di Scalo 76 e dal sito stesso di X Factor. Ad oggi non è stato comunicato nulla di ufficiale da parte della RAI, non è dato sapere se ci saranno altre selezioni o se passeranno di diritto i 4 "semifinalisti" (in contrasto con il regolamento del contest pubblicato sul sito in precedenza).

## Terza edizione
La versione di Scalo 76 in onda da lunedì a venerdì cambia nome e diventa Scalo 76 Talent, che è condotta da Lucilla Agosti e dal critico televisivo Alessandro Rostagno. Questa versione modificata del programma mette in gara ogni settimana 8 concorrenti di diverse discipline (Musica, Dance e Show) con l'obiettivo di trovare il talento assoluto. A votare i concorrenti è il pubblico in studio composto da 100 persone dotate di un telecomando multimediale.
La puntata del sabato è invece una puntata dedicata al talento in senso più ampio. Viene presentata la Sfida Senza Tempo, dove i talenti di ieri e di oggi si sfidano virtualmente attraverso clip tratte dalle teche Rai.
Gli autori di questa edizione sono Sergio Bertolini, Alexio Biacchi, Federico Giunta, Carolina Guidotti, Paolo Mosca. La regia è di Arnalda Canali. Il programma è prodotto direttamente e completamente dalla Rai, senza coinvolgimento di case di produzioni esterne.
A ottobre 2009 il programma fu soppresso per volontà del direttore di rete Massimo Liofredi a causa dei bassissimi ascolti pomeridiani che risultavano intorno al 2-3%, tanto è vero che l'ultima puntata di sempre è state trasmessa in onda venerdì 23 ottobre 2009. Dal 26 ottobre fu sostituito dalle repliche de La signora del West, storico telefilm di Rai 1.